# Marie-Laure de Noailles
Marie-Laure de Noailles   (16è districte de París, 31 d'octubre de 1902 - 16è districte de París, 29 de gener de 1970) va ser una artista i col·leccionista francesa, una de les mecenes més importants del segle xx. Se la reconeix per les seves contribucions a les carreres d'artistes com Salvador Dalí, Balthus, Jean Cocteau, Ned Rorem, Man Ray, Luis Buñuel, Francis Poulenc, Wolfgang Paalen, Jean Hugo o Jean-Michel Frank, entre d'altres.
Juntament amb el seu marit també va finançar els films de Ray Les Mystères du Château de Dé (1929), Aubade (1929) de Poulenc, L'Âge d'Or (1930) de Buñuel i Dalí i Le sang du poète (1930) de Cocteau.